# 始華夏鳥屬
始華夏鳥（學名Eocathayornis）是一類反鳥亞綱鳥類，比中國鳥更為原始。它們生存於白堊紀早期的中國。